# Бильшовский, Макс
Макс Бильшо́вский (нем. Max Bielschowsky; 20 февраля 1869, Бреслау — 15 августа 1940, Хендон) — немецкий медик, нейроморфолог и невропатолог.

## Биография
Родился Макс Бильшовский в 1869 году. Окончил Мюнхенский университет. До 1896 года работал в Зенкенберговском патологоанатомическом институте, с 1896 года работал в Нейробиологическом институте и Институте исследования мозга Берлинского университета. В 1930-х годах в связи с преследованием евреев со стороны нацистов в Германии, Макс Бильшовский вынужденно эмигрировал сначала в Великобританию, а затем в Нидерланды.
Скончался 15 августа 1940 года в Хендоне.

## Научные работы
Основные научные работы посвящены патоморфологии нервной системы при её различных органических заболеваниях:
- Разработал метод импрегнации серебром нервной ткани.
- Составил ряд руководств по нейроморфологии.
- Выделил признаки одной из форм амавротической идиотии, впоследствии получившей название «Болезнь Бильшовского — Янского»

## Публикации
- Die Silberimprägnation der Achsencylinder. In: Neurologisches Zentralblatt. Leipzig, 1902, Band 21, S. 579-84 und Neurologisches Zentralblatt. Leipzig, 1903, Band 22, S. 997—1006
- Allgemeine Histologie und Histopathologie des Nervensystems. In: Max Lewandowsky (Hrsg.): Handbuch der Neurologie. Band 1, Berlin 1910.
- Herpes Zoster. In: Max Lewandowsky (Hrsg.): Handbuch der Neurologie. Band 5, Berlin 1910.
- Über spätinfantile familiäre amaurotische Idiotie mit Kleinhirnsymptomen. In: Deutsche Zeitschrift für Nervenheilkunde. 1914, Band 50, S. 7-29